# Ezio Gamba
Ezio Gamba (Brescia, 2 december 1958) is een Italiaans judoka. 
Gamba nam viermaal deel aan de Olympische Zomerspelen en won in 1980 de gouden medaille, vier jaar later verloor Gamba de olympische finale van de Zuid-Koreaan Ahn Byeong-keun. Gamba verloor zowel in 1979 als in 1983 de finale van het wereldkampioenschap. Gamba won op de Europese kampioenschappen vier medailles, waaronder in 1982 één gouden medaille. Gamba werd na zijn carrière coach eerst van de Italiaanse ploeg en vanaf 2008 van de Russische ploeg. In 2013 ontving Gamba de Orde van de Vriendschap. Begin 2016 ontving Gamba uit handen van de Russische president Vladimir Poetin zijn Russische paspoort.

## Resultaten
- Olympische Zomerspelen 1976 in Montreal 11e in het lichtgewicht
- Europese kampioenschappen judo 1979 in Brussel  in het lichtgewicht
- Wereldkampioenschappen judo 1979 in Parijs  in het lichtgewicht
- Olympische Zomerspelen 1980 in Moskou  in het lichtgewicht
- Europese kampioenschappen judo 1982 in Rostock  in het lichtgewicht
- Europese kampioenschappen judo 1983 in Parijs  in het lichtgewicht
- Wereldkampioenschappen judo 1983 in Moskou  in het lichtgewicht
- Olympische Zomerspelen 1984 in Los Angeles  in het lichtgewicht
- Europese kampioenschappen judo 1986 in Belgrado  in het lichtgewicht
- Olympische Zomerspelen 1988 in Seoel 13e in het lichtgewicht

1964: Takehide Nakatani ·
1972: Takao Kawaguchi ·
1976: Héctor Rodríquez ·
1980: Ezio Gamba ·
1984: Ahn Byeong-keun ·
1988: Marc Alexandre ·
1992: Toshihiko Koga ·
1996: Kenzo Nakamura ·
2000: Giuseppe Maddaloni ·
2004: Lee Won-hee ·
2008: Elnur Mammadli · 
2012: Mansoer Isajev · 
2016: Shohei Ono · 
2020: Shohei Ono · 
2024: Hidayet Heydarov